# Чеккарини, Антонио
Анто́нио Чеккари́ни (итал. Antonio Ceccarini; 18 октября 1949, Сант-Анджело-ин-Вадо, Марке — 29 августа 2015, Перуджа) — итальянский футболист, игравший на позиции защитника.

## Биография

### Игровая карьера
Всю футбольную карьеру провёл в Италии, играя за такие клубы «Ачиреале», «Катанию» и «Авеллино 1912».
В 1976 году присоединился к «Перудже», с которой добился главных успехов в карьере. В 1979 году «грифоны» заняли в чемпионате второе место, не потерпев по ходу сезона ни одного поражения в чемпионате. Этот результат является высшим достижением в истории «Перуджи». Всего за эту команду Чеккарини сыграл 175 матчей и забил 2 гола.
В 1983 году перешёл в «Мессину», в которой играл в течение одного сезона. Завершил карьеру в клубе «Фолиньо», в котором играл в течение двух сезонов.

### Смерть
Скончался 29 августа 2015 года в Перудже в возрасте 65 лет.